# تاترا تی۸۰
تاترا تی۸۰ (Tatra T۸۰) خودرویی است که در سال‌های ۱۹۳۱ تا ۱۹۳۵۲۵ produced تولید شده‌است.
این خودرو در کلاس خودرو لوکس قرار گرفته و طراحی آن خودروهای موتور جلو-محور عقب بوده است.
موتور آن ۵۹۹۱ سی‌سی سیستم جعبه‌دندهٔ آن ۴ دنده به صورت دستی است.